# Jarapa

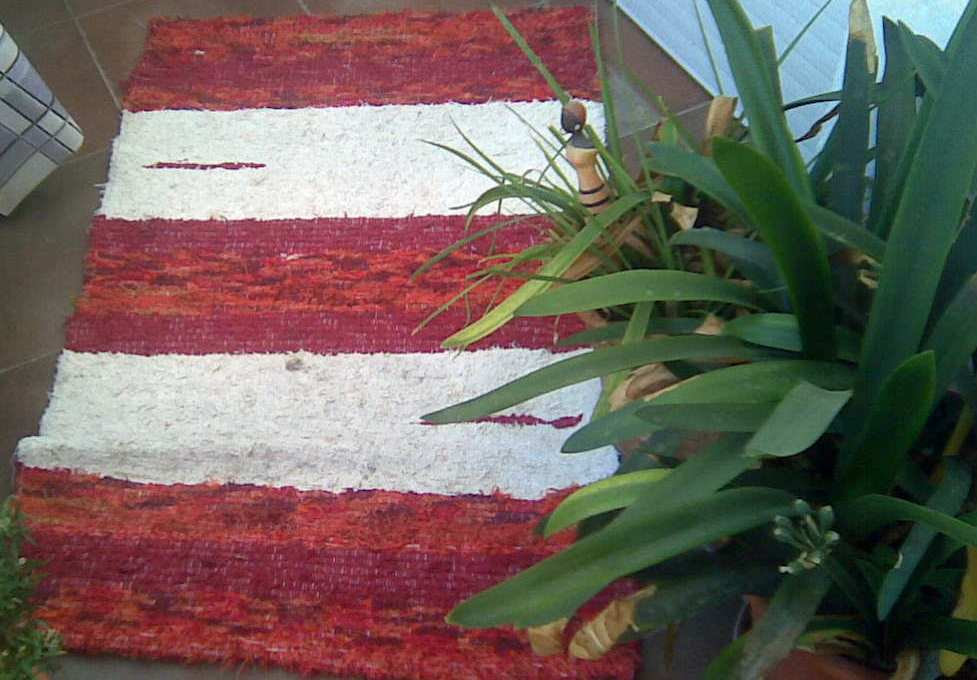
Jarapa bicolor en una casa de Níjar (Almería).

Jarapa, también conocido como harapo, trapera en Canarias, farrapo  o rag rug en inglés, es un tejido grueso de diversa composición, usado para confeccionar alfombras, mantas, colchas o cortinas, muy común en la cuenca del Mediterráneo, en especial en las regiones españolas de Andalucía, Murcia y las Islas Canarias. En su origen, las jarapas eran alfombras de colores vivos que se hacían en telares artesanos familiares a partir de restos de lana o trapos viejos (harapos). Con el tiempo su producción se ha ido mecanizando y en su composición se incluyen diversos tipos de fibras sintéticas.

## Elaboración
Con la evolución de la industria textil, los materiales utilizados para su fabricación son, además del algodón, el poliéster y otras fibras, desechos de las industrias textiles de Cataluña y Alcoy.
En el proceso de elaboración se aprovechan los restos de fábricas textiles para hacer las "tiras", con las que se preparan los ovillos para posteriormente realizar los "churros" (especie de madeja especial que se introduce en la lanzadera del telar para que la tira se vaya tejiendo). Una vez que los churros están en las lanzaderas se desplazan por el telar, entre los hilos, realizándose el tejido. Después de terminar se saca del telar, se cortan las jarapas, de unas se cosen los lados y otras se acaban con nudos, quedando listas para su comercialización. Aunque progresivamente se han ido introduciendo nuevos diseños y técnicas en la fabricación de jarapas, la tradicional de listas anchas es una de las más solicitadas por el turismo.
Usada en tiempos pasados como protector de los colchones para evitar los roces de los muelles de los viejos somieres, la jarapa ha pasado a ser una pieza ornamental con cierto valor etnológico. Casi desaparecidas en 1960, el Ministerio de Trabajo organizó cursos de aprendizaje en 1963, de los que salieron nuevos artesanos. Las nuevas jarapas pesan menos y abrigan más, pero los compradores avisados aun buscan 'las de toda la vida', hechas con urdimbre de algodón y tejidas a partir de listas cuya trama se forma con tiras de tela de colores, obtenidas de retales. 

### Jarapa alpujarreña
La Alpujarra, tanto la parte almeriense como la granadina, es uno de los principales centros de producción de jarapas a partir de la tradición de telares moriscos de madera y de bajo lizo. Hoy día, sólo queda una tejedora que trabaja de forma tradicional, Ana Martínez, y le han concedido a su telar punto de interés turístico por ser el único telar artesano donde se tejen las jarapas en La Alpujarra.

### Jarapas de Níjar
Otro gran centro andaluz de producción de jarapas se encuentra en la villa almeriense de Níjar.

### Jarapas de Coy y Lorca
En la pedanía lorquina de Coy, las jarapas se fabrican siguiendo los mismos patrones artesanales de ejecución que se usaban desde que los árabes ocuparon la Región de Murcia. Se puede ver el proceso de fabricación artesanal en el Centro de interpretación etnológico y arqueológico, situado en la "Casa Grande", edificio del siglo XVIII. También en la ciudad de Lorca podrás disfrutar de la exposición permanente de jarapas que presenta La Casa del Artesano de Lorca (situado en el antiguo pósito de los panaderos, edificio catalogado del siglo XVI), donde encontrarás un telar del siglo XIX en el que se hacen demostraciones en vivo y cursos de tejeduría artesanal de jarapas todo el año. Otro interesante punto de información es el Centro Regional de Artesanía de Lorca.